# Катастрофа BAe 146 в Стуре
Катастрофа BAe 146 в Стуре — авиационная катастрофа, произошедшая во вторник 10 октября 2006 года. Авиалайнер BAe 146-200A авиакомпании Atlantic Airways выполнял внутренний чартерный рейс RC670 по маршруту Ставангер—Стур—Молде, но, совершив посадку в Стуре, выкатился за пределы взлётной полосы местного аэропорта и разрушился. Из находившихся на его борту 16 человек (12 пассажиров и 4 члена экипажа) погибли 4.

## Самолёт
BAe 146-200A (регистрационный номер OY-CRG, заводской E2075, серийный 075) был выпущен в 1987 году (первый полёт совершил 23 июня). 30 июня того же года был передан авиакомпании Pacific Southwest Airlines (PSA) (борт N369PS). 1 марта 1988 года был продан авиакомпании Atlantic Airways, в которой получил б/н OY-CRG и стал первым самолётом данного типа. Оснащён четырьмя турбовентиляторными двигателями Lycoming ALF502R-5. На день катастрофы 19-летний авиалайнер совершил 21 726 циклов «взлёт-посадка» и налетал 39 828 часов.

## Экипаж
Самолётом управлял опытный экипаж, его состав был таким:
- Командир воздушного судна (КВС) — 34-летний Никлас Дюрхуус (фар. Niklas Djurhuus). Опытный пилот, управлял самолётом Jetstream BA-31. Проработал в авиакомпании Atlantic Airways 1 год и 11 месяцев (с ноября 2004 года). В должности командира BAe 146 — с 13 мая 2006 года (до этого управлял им в качестве второго пилота). Налетал свыше 5000 часов, свыше 1500 из них на BAe 146 (424 из них в качестве КВС). За время работы совершил 21 посадку в аэропорту Стур, последнюю 17 сентября 2006 года.
- Второй пилот — 38-летний Якоб Эвальд (фар. Jakob Evald). Опытный пилот, проработал в авиакомпании Atlantic Airways свыше 5 месяцев (с апреля 2006 года). В должности второго пилота BAe 146 — с июня 2006 года. Налетал свыше 1000 часов, свыше 250 из них на BAe 146.

В салоне самолёта работали две стюардессы:
- Мэйбритт Магнуссен (фар. Maibritt Magnussen), 21 год.
- Гудрун Янсен (фар. Guðrun Joensen).

## Хронология событий
10 октября 2006 года рейс RC670 вылетел из Ставангера в 07:15 CET. Выполнял его самолёт BAe 146-200A борт OY-CRG, на его борту находились 4 члена экипажа и 12 пассажиров. Рейс был чартерным, поскольку все его пассажиры были работниками нефтесервисной компании «Aker Kværner». Весь полёт рейса 670 до Стура проходил на эшелоне FL100 (3050 метров).
В 07:23 экипаж связался с диспетчером подхода, сообщив ему, что они будут выполнять визуальный заход на ВПП №15, в 07:24 диспетчер разрешил экипажу снизиться до 1200 метров.
В 07:27 рейс 670 покинул контролируемую зону диспетчера подхода, аэродромная служба полётов (AFIS)) визуально наблюдала самолёт. Но в последний момент пилоты решили приземлиться на полосу №33, поскольку это решение давало более быстрый заход и посадку.
В 07:31:12 закрылки были выпущены на 33°, скорость самолёта была уменьшена от 280 до 240 км/ч, экипаж принял решение выполнять посадку со скоростью 207 км/ч.
В 07:32:14 лайнер коснулся ВПП №33 в нескольких метрах от идеальной точки посадки. Сразу после этого КВС привел спойлеры в состояние готовности, но через 2 секунды второй пилот сообщил о невыпуске спойлеров, поскольку индикатор их выпуска не загорелся. Затем второй пилот проверил давление в гидравлике, а КВС перевёл РУДы в положение «GROUND IDLE». Через 6 секунд после посадки командир активировал реверс. Но из-за не выпущенных спойлеров самолёт имел недостаточную прижимную силу, контакт колёс шасси с ВПП был плохой и пилоты приняли это за отказ реверса, поэтому был активирован аварийный тормоз (многие свидетели в этот момент наблюдали дым из-под шасси).
Осознав, что самолёт не успеет остановиться, КВС развернул самолёт сначала направо, а затем резко налево, пытаясь таким образом снизить скорость. Но в 07:32:37, через 22,8 секунды после посадки, рейс RC670 выкатился за пределы ВПП и скатился вниз по лесистому склону, остановившись в 50 метрах от уровня моря и в 49 метрах от конца ВПП; при этом лайнер частично разрушился и загорелся. Из находившихся на его борту 16 человек погибли 4 — 1 член экипажа (стюардесса Янсен) и 3 пассажира; остальные 12 человек (в том числе оба пилота) выжили, получив ранения.

## Расследование
Расследование причин катастрофы рейса RC670 проводил норвежский Государственный совет по расследованию авиапроисшествий (AIBN).
Окончательный отчёт расследования был опубликован в апреле 2012 года.
Согласно отчёту, причинами катастрофы стали невыпуск спойлеров и заблокированный реверс из-за применения аварийного тормоза. Самолёт BAe 146-200 не был оснащён антиблокировочной системой аварийного тормоза, а после его активации это в сочетании с влажной взлётной полосой вызвало глиссирование из-за перегрева резины колёс и самолёт не смог остановиться и выкатился за пределы ВПП.

## Последствия катастрофы
- Осенью 2007 года авиакомпания Atlantic Airways прекратила полёты в Стур.
- Взлётная полоса №33 аэропорта Стур была удлинена на 50 метров.

## Культурные аспекты
Катастрофа рейса 670 показана в 15 сезоне канадского документального телесериала Расследования авиакатастроф в серии На грани катастрофы.